# Покровская группа (археология)
Покровская группа — группа захоронений в степной зоне Восточной Европы, которая датируется концом IV века — концом V века. Обычно их относят к гуннским захоронениям, хотя этническая принадлежность точно неизвестна.
Гробницы делятся на две хронологические группы — до середины V века они содержали характерную полихромную керамику, которая впоследствии встречалась реже, но появились золотые аппликации со штампованным изображением человеческого лица. Исследованные захоронения расположены вдоль нижнего и среднего течения Волги, севернее Кавказа и в Крыму до нижнего течения Днестра на западе. Название группы происходит от города Покровск Саратовской области (ныне Энгельс), где обнаружили одну из характерных могил.
Погребения совершались в курганы, созданные ранее, они накрыты надгробной плитой, скелеты ориентированы преимущественно на северо-восток. В могилах найдены кости лошадей и других животных, украшения и наконечники стрел. Большинство из выше указанных особенностей погребального обряда известны из предыдущего сарматского периода, а новым элементом относится частичное захоронения лошадей. Аналогичный погребальный обряд известен в Западной Сибири и на Урале с II тыс. до н. э. Считается, что захоронение Покровского типа в Восточной Европе принадлежит финно-угорским племенам гуннского союза.
Значительное количество характерных черт для захоронений Покровской группы сохранились в захоронениях сивашовского типа, связанных с праболгарами.